# Merckstraße 30
Das Haus Merckstraße 30 ist ein Bauwerk in Darmstadt.

## Geschichte und Beschreibung
Das zweigeschossige Wohnhaus wurde im Jahre 1895 erbaut.
Architekt und Bauherr war der Darmstädter Bauunternehmer Ludwig Riedlinger Jr.
Zwei sichtbare Fassaden wurden aus gelbem Klinker erbaut.
Die ruhig gestaltete Hauptfassade wurde mit zurückhaltendem, barockisierendem Werksteindekor gegliedert.
Die Brandmauer wurde mit rotem Klinkerbändern fein gegliedert.
Die gründerzeitliche Haustür, mit reicher Schnitzerei und Ziergittern, ist erhalten geblieben.
Das Gebäude besitzt ein Mansarddach.

## Denkmalschutz
Aus architektonischen, baukünstlerischen und stadtgeschichtlichen Gründen steht das Wohnhaus unter Denkmalschutz.